# Musée de l'Institut Pasteur de Lille
 (août 2022).
Le musée de l'Institut Pasteur de Lille, est un musée de Lille qui présente les recherches menées par Louis Pasteur, Camille Guérin et Albert Calmette à Lille et qui les met en perspectives avec les recherches menées aujourd'hui par l'Institut Pasteur de Lille.

## Histoire
Fondé dans les années 1970, le musée est initialement installé dans le dispensaire destiné à l'accueil des tuberculeux. Il présente alors principalement les premiers travaux de Pasteur sur les levures et la mise au point du BCG par Guérin et Calmette. Réinstallé en 2017 dans les anciens appartements d'Albert Calmette, il bénéficie depuis lors d'une nouvelle scénographie qui permet de découvrir également les recherches menées actuellement au sein du campus de l'Institut Pasteur de Lille.

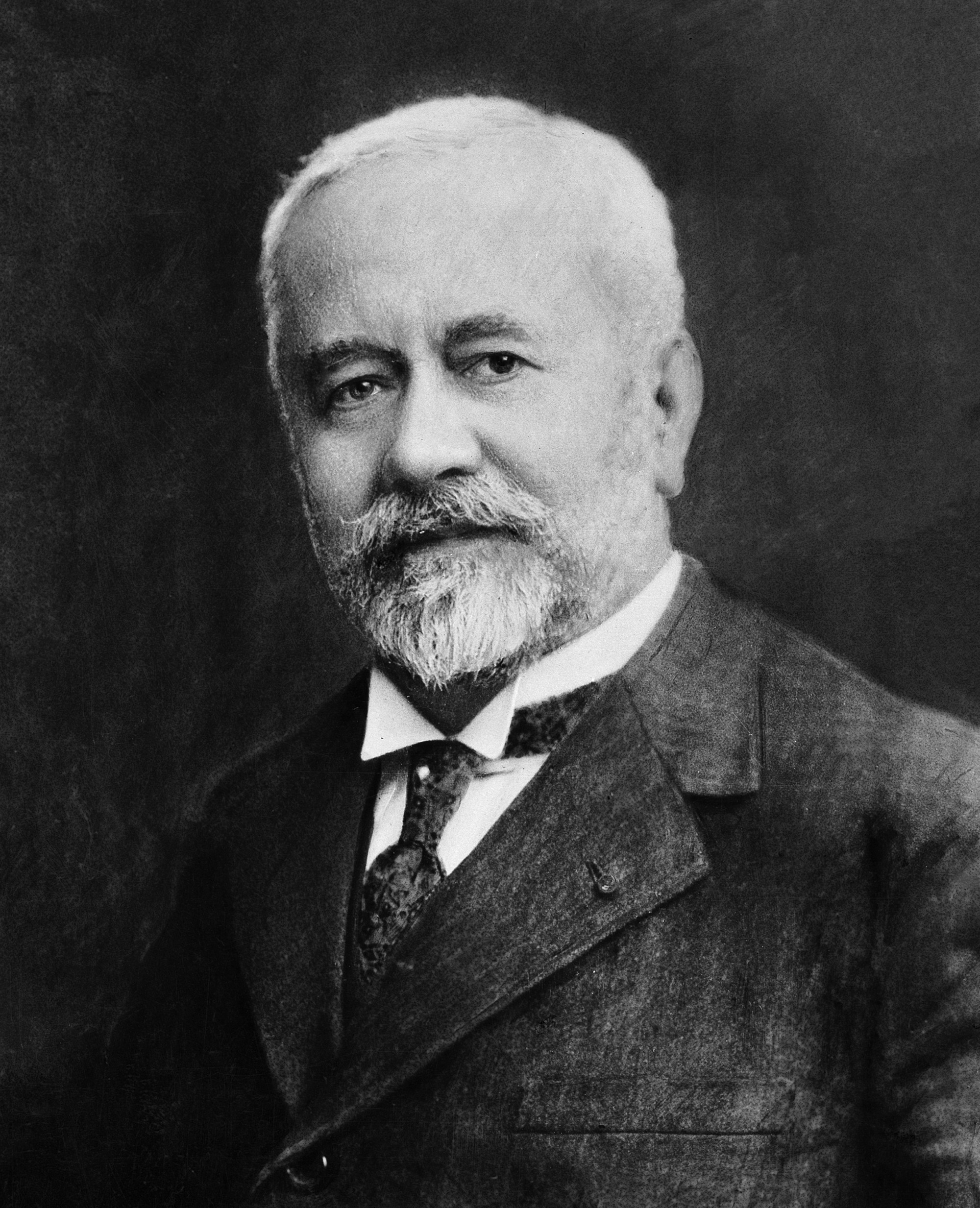
Albert Calmette, premier directeur de l’Institut Pasteur de Lille